# Steinenbach (Ruppertshofen)
Steinenbach ist ein Weiler der Gemeinde Ruppertshofen im Ostalbkreis im östlichen Baden-Württemberg. Mit 15 Einwohnern ist er der kleinste der Ruppertshofener Teilorte.

## Geographie

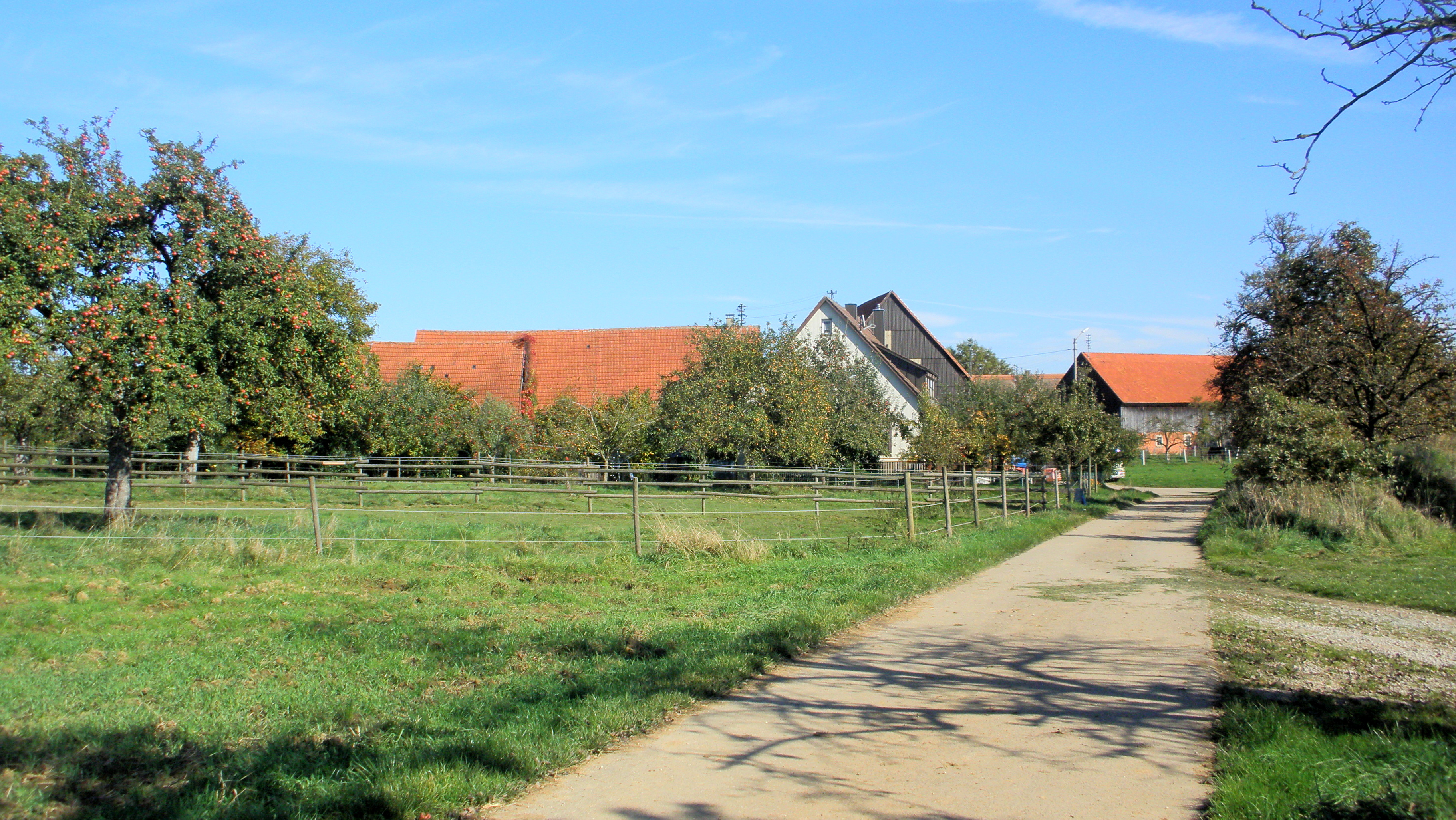
Steinenbach, Blickrichtung Ost

Steinenberg liegt etwa anderthalb Kilometer nördlich des namengebenden Dorfes und Gemeindesitzes Ruppertshofen wie dieses am Westrand des sich von Seifertshofen im Norden bis nach Täferrot im Tal der diese Flüsse sammelnden Lein nach Süden ziehenden Teilbergrückens der Frickenhofer Höhe, der auf dieser Seite vom Talzug aus Auerbach und unterer „Gschwender“ Rot, im Osten vom Taleinschnitt des Götzenbachs begrenzt wird. Am Ortsrand entspringt der Brühlbach, der sich in kurzem Westlauf zum Auerbach eine steile Klinge eingegraben hat, dessen steilere Hänge wie die des Auerbachtales bewaldet sind. Auf dem Hochebenenrücken passiert die in dessen Richtung laufende K 3328 den Ostrand des Weilers, dessen knappes Dutzend an Hausstellen auf Höhen von 510 bis 515 m ü. NN stehen. In der offenen Flur rund um Steinenbach liegen auf der flachen Hochebene fast nur Äcker, im Weichbild um den Ort Obstwiesen und an den noch unbewaldeten oberen Talhängen Wiesen.

## Geschichte
Um 800 n. Chr. siedelten sich um Steinenbach freie Bauern an. Ihnen folgten im 12. Jahrhundert weibelhubige Bauern. Die freien Bauern begaben sich in die Lehnsabhängigkeit der Stadt Gmünd und bis 1414 in die der Schenken von Limpurg.
Ende 1944, zu Ende des Zweiten Weltkriegs, richtete die NS-Bautruppe Organisation Todt auf der Ebene zwischen Seifertshofen, Steinenbach, Helpertshofen und Kemnaten eine Großbaustelle ein, mit dem Ziel, eine rund 2,5 km lange Betonpiste für Düsenjäger des Typs Messerschmitt Me 262 zu errichten. Rund 600 Arbeiter, überwiegend Kriegsgefangene, wurden eingesetzt, Baracken wurden in umliegenden Ortschaften errichtet und Waldstücke abgeholzt. Aufgrund des Vormarsches der US-Armee wurden die Bauarbeiten am 18. April 1945 abgebrochen.

## Wirtschaft und Infrastruktur
Außer der Landwirtschaft gibt es im Weiler kein Gewerbe.

### Verkehr
Auf dem Hochebenenrücken passiert die von der L 1080 im Norden bei Seifertshofen über zuvor die Ziegelhütte und danach Ruppertshofen nach Täferrot im Süden laufende K 3328 den Ostrand des Weilers und erschließt diesen; über sie ist der Hauptort der Gemeinde weniger als 2,5 km entfernt. Eine Linie der OstalbMobil verbindet den Ort mit Schwäbisch Gmünd, über Frickenhofen besteht Anschluss an Gaildorf.